# Collonges-lès-Bévy
Collonges-lès-Bévy település Franciaországban, Côte-d’Or megyében. Lakosainak száma 99 fő (2022. január 1.). Collonges-lès-Bévy Bévy, Chevannes, Détain-et-Bruant és Messanges községekkel határos.

## Népesség
A település népességének változása:
| Lakosok száma | 59   | 55   | 70   | 85   | 95   | 93   | 94   | 95   | 95   | 99   |
|               | 1968 | 1982 | 1990 | 2006 | 2013 | 2015 | 2017 | 2019 | 2020 | 2022 |